# HMS Spearfish
A HMS Spearfish a Brit Királyi Haditengerészet egyik S osztályú tengeralattjárója volt. A Spearfisht 1936. április 21-én bocsátották vízre, majd ezután részt vett a második világháborúban. Eddig ez az egyetlen hajó, mely a HMS Spearfish nevet viselte.
Háborús pályafutása meglehetősen kedvezőtlenül indult, ugyanis 1939. szeptember 24-én német hadihajók súlyosan megrongálták Horns Reef közelében. A sérülés miatt nem tudott a víz alá merülni, de mégis sikerült elmenekülnie. A Brit Királyi Haditengerészet csapatokat küldött a tengeralattjáró megmentésére. A mentésben a Honi Flotta is részt vett. A HMS Ark Royal repülőgép-hordozó és a HMS Nelson csatahajó a mentésre igyekvő hajókat kísérte. Szeptember 26-án a Spearfish biztonságosan megérkezett Rosythba, ahol egy egészen 1940 márciusáig tartó javításra szorult.
A tengeralattjáró következő jelentős akciójára 1940. április 4-én került sor, amikor a Kattegatban őrjáratozott. Az őrjárat során megtorpedózta a német Lützow zsebcsatahajót, aminek következtében a német hajó egy évnyi javításra szorult. Május 20-án fedélzeti ágyúja segítségével elsüllyesztett két dán halászhajót az Északi-tengeren.
1940. július 31-én a Spearfish Rosythból a norvég partokhoz indult. Másnap, augusztus 1-jén az U–34 jelzésű német tengeralattjáró észlelte a Spearfisht, amelyet meg is támadott. A támadás következtében a brit tengeralattjáró elsüllyedt. A támadásnak mindössze egyetlen brit túlélője maradt.